# Amphinemura pentagona
Amphinemura pentagona är en bäcksländeart som först beskrevs av Okamoto 1922.  Amphinemura pentagona ingår i släktet Amphinemura och familjen kryssbäcksländor. Inga underarter finns listade i Catalogue of Life.